# 馬自達Grand Familia
馬自達Grand Familia（日语：マツダ・グランドファミリア）是一部由日本馬自達汽車公司（當時仍稱東洋工業）於1971年至1978年間製造銷售、搭載往復式活塞引擎的小型轎車，其兄弟車是搭載轉子引擎的馬自達RX-3。

## 概要與歷史
因為當時豐田Carina / Celica與三菱Colt Galant在日本市場熱銷，馬自達趁著「Familia Presto」（也就是第二代323的小改款車名）大改款之際規劃，企圖在小型車323和中型車626之間填補一款新車，於是這部馬自達Grand Familia便依此概念誕生，打出「家庭房車之王」的宣傳口號。
當年馬自達積極發展投入許多心血的轉子引擎，Cosmo、323、Luce、626等車系皆已上市，所以規劃搭載轉子引擎的RX-3以及往復式活塞引擎的Grand Familia，車身結構共用，但二者差異在於車頭進氣壩及尾燈的形式：RX-3是四顆圓形的頭燈，而Grand Familia則是兩顆方形頭燈。外銷澳洲、紐西蘭等地的車名是馬自達808，外銷歐洲的車名則使用馬自達818，美規的後期型車名叫做馬自達Mizer。
1971年 - 9月上市發售，動力來源為1.3L直列四缸SOHC TC型引擎，最大馬力87ps / 6,000rpm、最大扭力11.0kg·m / 3,500rpm；變速箱系統則為四速手動排檔。懸吊系統方面，前輪為支柱式懸吊，後輪為葉片彈簧式懸吊。此外，標準油箱容量為45L，另可選購65L。
1972年 - 2月追加第一代626的1.5L直列四缸SOHC UB型引擎，隔年10月中止使用前述引擎，改以1.6L AP型（anti-pollution之意）直列四缸SOHC NA型引擎，以符合昭和51年制定的汽車廢氣排放規定（（日語）自動車排出ガス規制）。1975年9月小改款，把頭燈改成兩個圓形，翌年2月原先的1.3L直列四缸SOHC TC型引擎也推出改良過的AP型式（anti-pollution之意），以符合昭和51年制定的汽車廢氣排放規定（（日語）自動車排出ガス規制）。
1977年 - 南韓的起亞產業公司（起亞汽車之前身）獲得馬自達的授權，以起亞Brisa II之名在當地市場製造銷售。
1978年 - 10月由於626大改款成第三代而停產。

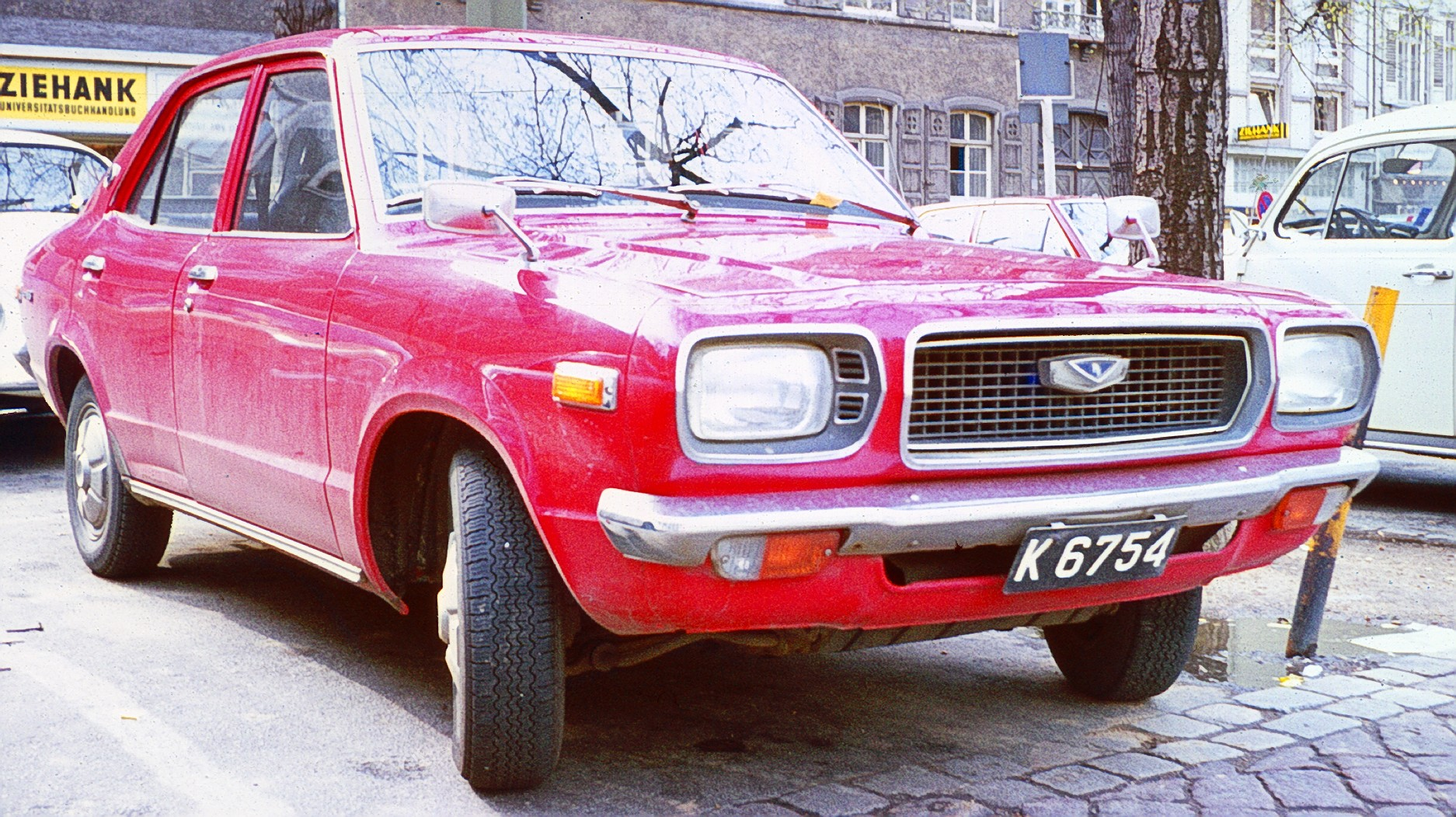
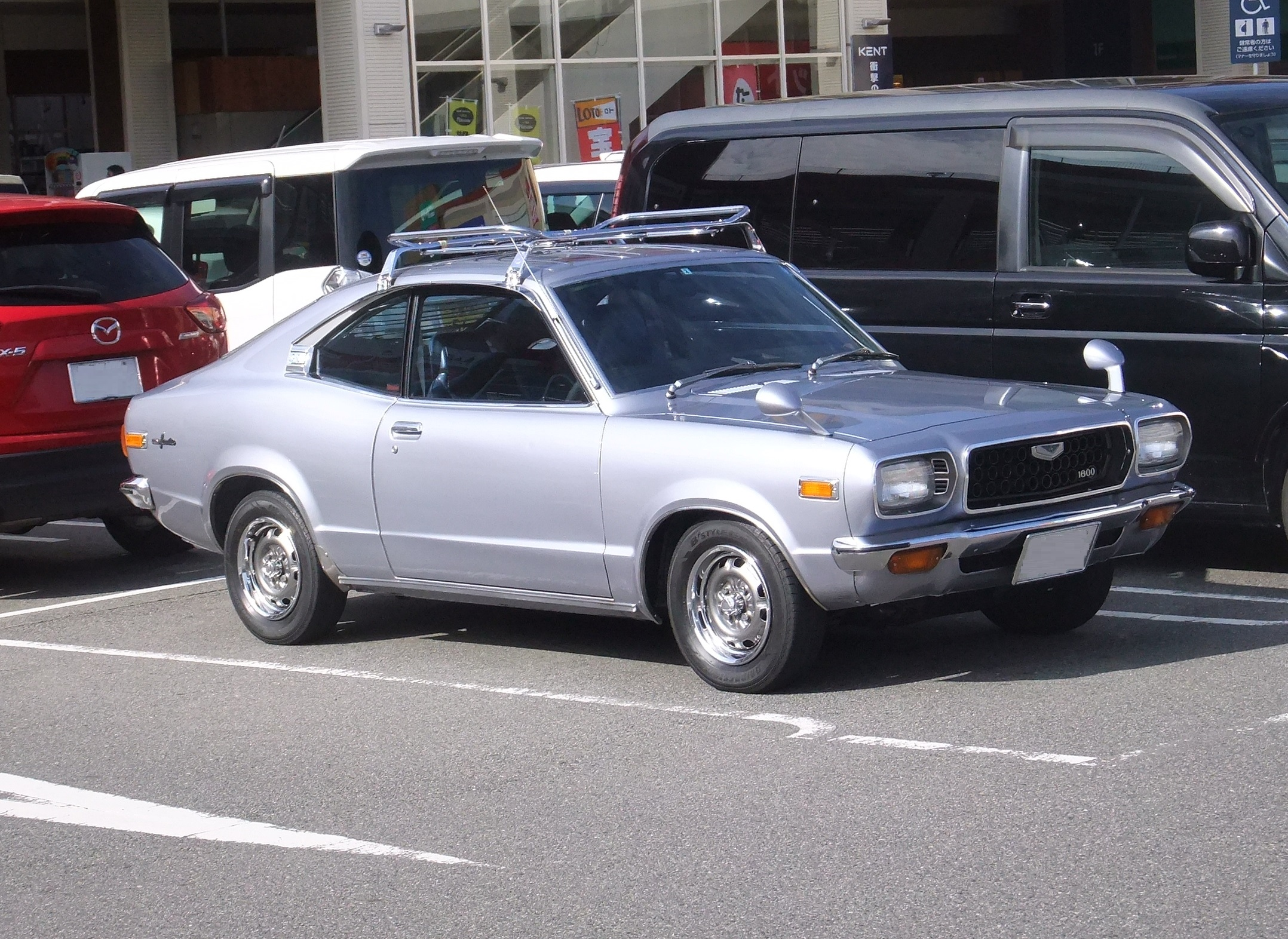
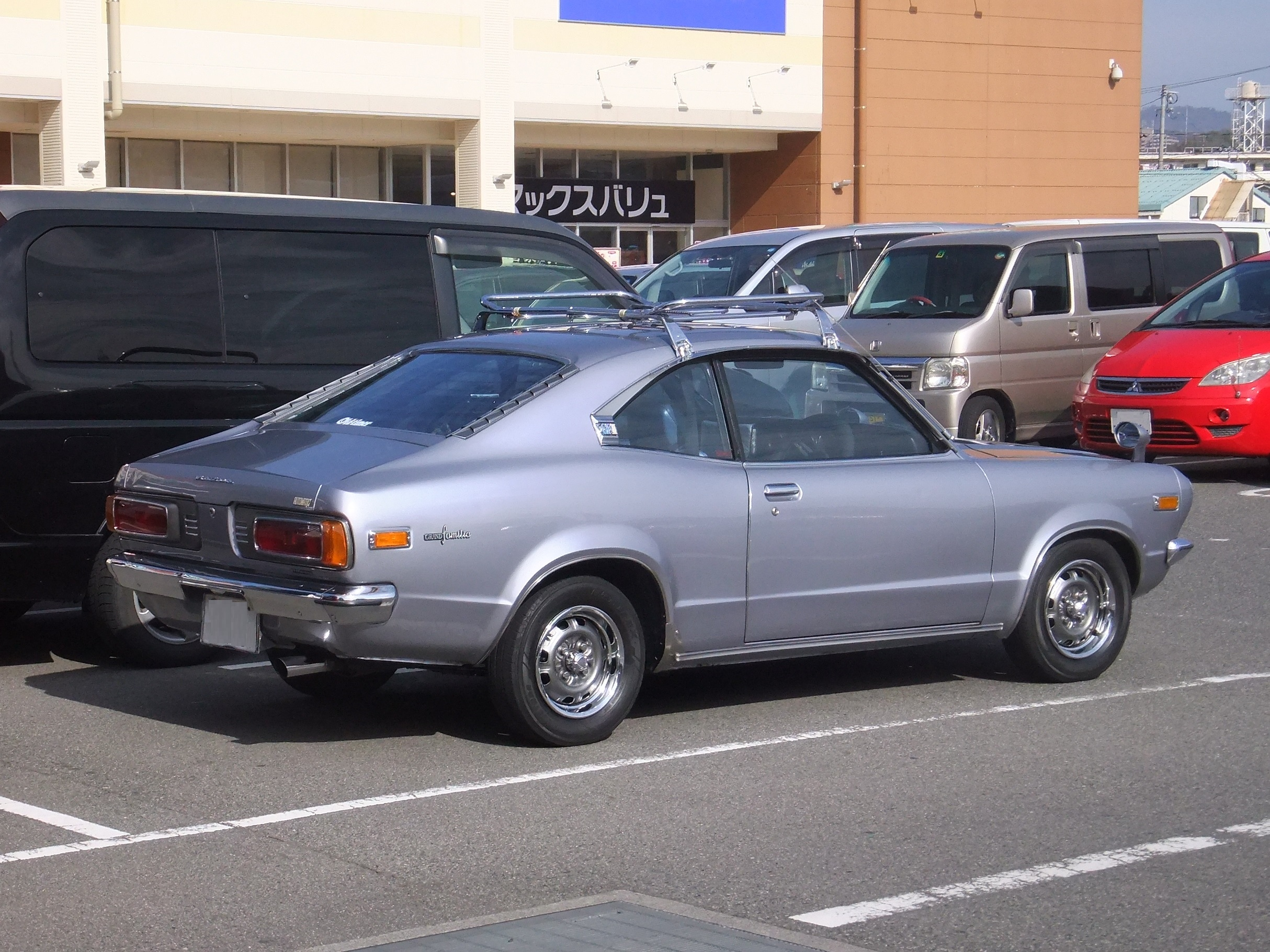
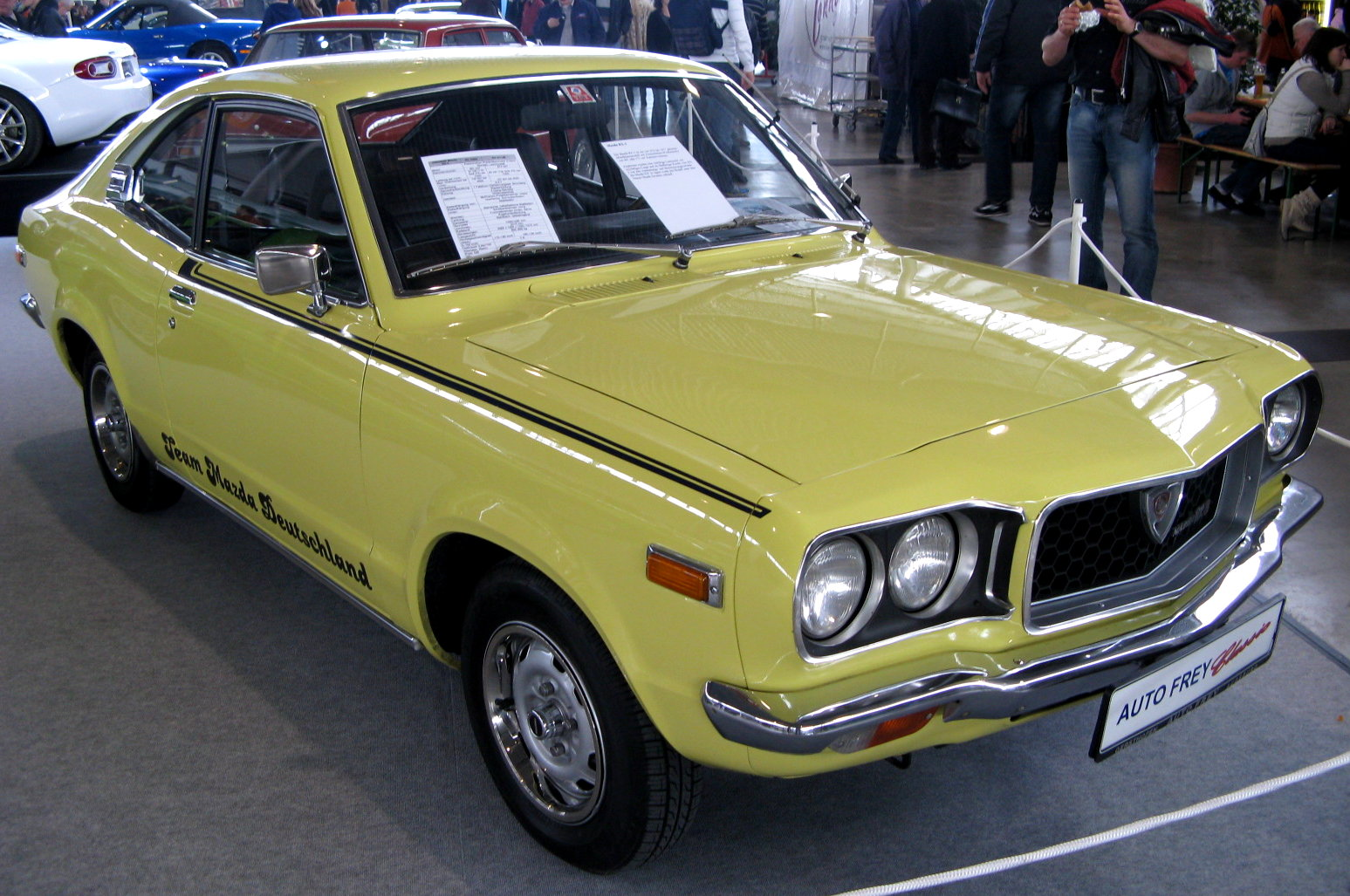
兄弟車馬自達RX-3車頭
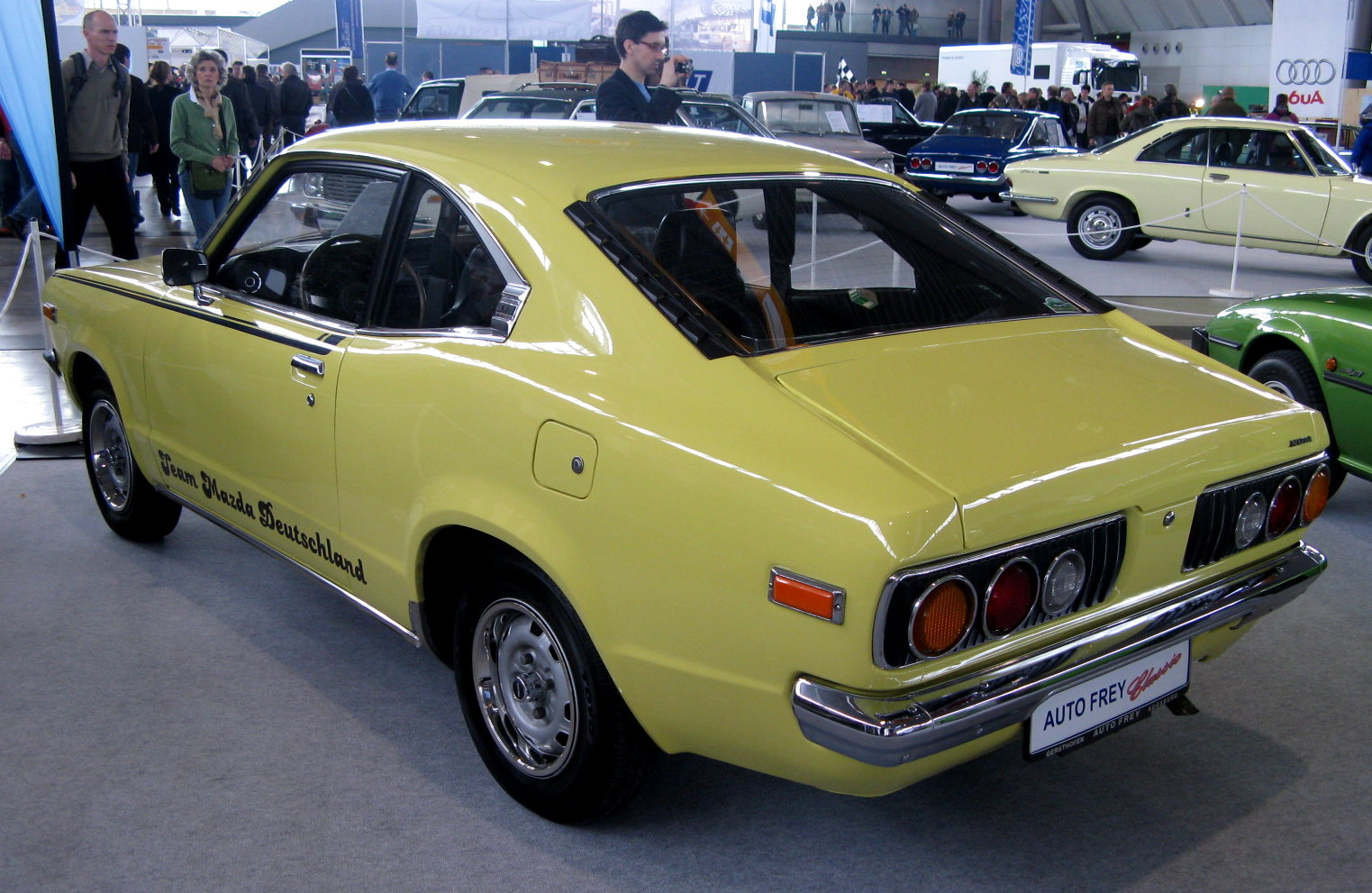
兄弟車馬自達RX-3車尾
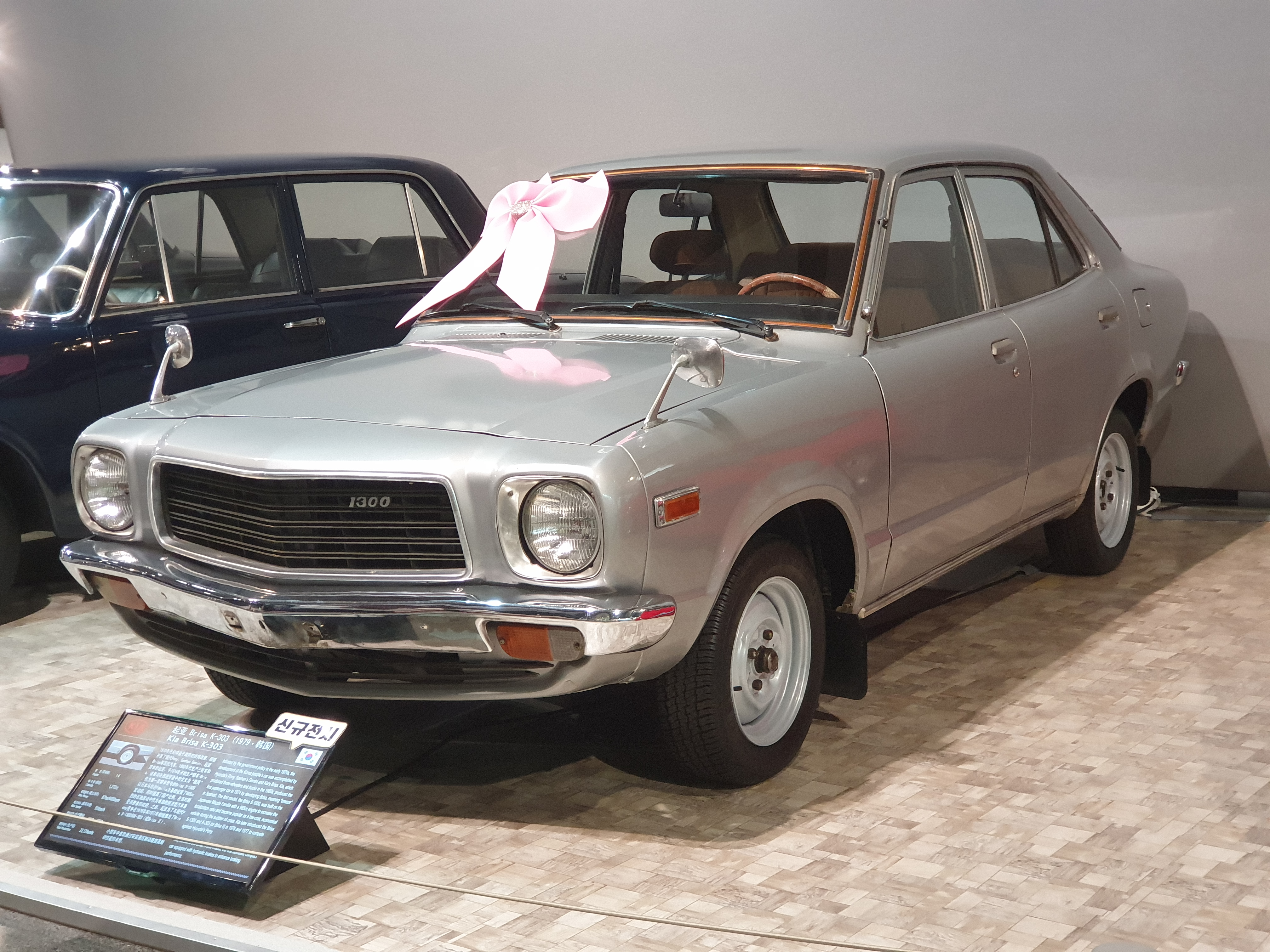
起亞Brisa II K-303

## 外部連結
- （日語）Gazoo.com - 1973年 マツダ グランドファミリア